# Similkameen
La Similkameen (en anglais Similkameen River) est une rivière qui coule dans le sud de la Province de Colombie-Britannique au Canada et dans le nord de l'État de Washington aux États-Unis. C'est un affluent de l'Okanagan, lui-même un affluent de la Columbia. Sa longueur est d'environ 197 km et son bassin couvre une superficie de 6700 km2.

## Parcours
La Similkameen prend sa source dans la partie est du Parc provincial E. C. Manning (E.C. Manning Provincial Park) en Colombie-Britannique à proximité de la frontière avec les États-Unis. Elle coule vers le nord jusqu'à la petite ville de Princeton où elle est rejointe par un affluent, la Tulameen. Elle s'oriente ensuite vers le sud-est en passant près de Hedley (où elle est rejointe par le Hedley Creek), elle arrive ensuite aux localités de Keremeos et Cawston. À cet endroit son cours se dirige vers le sud et traverse la frontière. Aux États-Unis (État de Washington) elle s'oriente vers l'est pour rejoindre l'Okanogan au sud d'Oroville.

## Bassin
Les principaux affluents de la Similkameen sont les suivants :
- Tulameen River
- Pasayten River
- Allison Creek
- Hayes Creek
- Wolfe Creek
- Hedley Creeks
- Keremeos Creek

Les principaux lacs inclus dans le bassin de la Similkameen sont les suivants :
- Lacs Lorne et Smelter dans le bassin du Wolfe Creek
- Lacs Allison et Missezula dans le bassin du Allison Creek
- Lacs Chain, Link et Osprey dans le bassin du Hayes Creek

## Hydrologie
En période de basses-eaux, le débit moyen de la Similkameen est de 2 m3/s à proximité de la limite est du parc provincial Manning, il atteint 6 m3/s au confluent avec la Tulameen, puis 10,5 m3/s  près de Hedley et 11 m3/s à Cawston. La fonte des neiges et les pluies entre avril et août, entraînent un accroissement notable du débit qui atteint alors 40 m3/s à Hedley et 300 m3/s à Cawston. Les affluents qui contribuent le plus en termes de débit sont la Paysaten et la Tulameen.
Au début de son cours, se trouvent des chutes, les Similkameen Falls.

## Toponyme
Le nom original de la rivière était « Similkameugh » ou « Similkameigh », dont la signification est inconnue, mais qui devait désigner soit la population locale soit leur territoire.  